# Tionde söndagen efter trefaldighet
Tionde söndagen efter trefaldighet är en av söndagarna i "kyrkans vardagstid".
Den infaller 18 veckor efter påskdagen.
Den liturgiska färgen är grön.
Temat för dagens bibeltexter enligt evangelieboken är sedan 2003 Nådens gåvor, och en välkänd text är hämtad ur Första Korintierbrevets tolfte kapitel och handlar om nådegåvorna.
Den ursprungliga evangelietexten denna dag var Luk 19:41-47, om hur Jesus gråter över Jerusalem, vilket gav dagen temat "Förspillda tillfällen". Den har i snart tvåhundra år firats speciellt i Hälleberga i Småland med anledning av en händelse i väckelsepredikanten Peter Lorenz Sellergrens liv. I Tyskland har evangeliet föranlett benämningen "Israelsonntag", vilket ger dagen en annan inriktning.

## Svenska kyrkan

### Texter
Söndagens tema enligt 2003 års evangeliebok är Nådens gåvor. De bibeltexter som används för att belysa dagens tema är:
| Första årgången                                                          | Andra årgången                                                       | Tredje årgången                                                        | Psaltarpsalm     |
| Jesaja 27:2-6 Första Korinthierbrevet 12:12-26 Johannesevangeliet 15:1-9 | Andra Moseboken 19:3-8 Romarbrevet 12:3-8 Matteusevangeliet 18:18-22 | Josua 24:16-18 Första Korinthierbrevet 12:4-11 Lukasevangeliet 9:46-48 | Psaltaren 28:6-9 |